# Райнхард фон Геминген-Хорнберг (1710 – 1775)
Райнхард фон Геминген-Хорнберг (на немски: Reinhard von Gemmingen-Hornberg; * 16 юли 1710 в Дармщат; † 27 ноември 1775 в Кохендорф, днес в Бад Фридрихсхал) от род Геминген-Хорнберг е императорски фелдмаршал-лейтенант на императорската войска и собственик на дворец Леен в Кохендорф.
Той е син на Райнхард фон Геминген-Хорнберг (1677 – 1750), таен съветник в Хесен-Дармщат, рицар-хауптман в „Рицарския кантон Оденвалд“ и генерален директор на три рицарски окръзи, и съпругата му Мария Магдалена Амалия фон Кюншперг цу Турнау († 1744). Брат е на Еберхард Август (1717 – 1758), главен фогт на Баден-Дурлах.
Райнхард фон Геминген-Хорнберг влиза още преди да е на 18 години в 42. младежкия полк на императорската войска и се бие в множество походи в Италия, Нидерландия и на Рейн. През 1734 г. той е в Неапол, 1737 г. се бие против турците при обсадата на Узица. През 1739 г. той става майор. В Битката при Детинген 1743 г. той има толкова много успехи, че английският крал му предлага личен полк. През 1745 г. той е обрист и командир на полк. През 1755 г. той е повишен на генерал-майор. През Пруската война той се издига 1757 г. на фелдмаршал-лейтенант, ранен е 1757 г. в битки и попада при обсадата на Бреслау/Вроцлав за кратко във военна плен. В битката при Хохкирх на 14 октомври 1758 г. се отличава в битката против пруската войска и след това е награден с „Ордена на Мария Терезия“. През 1759 г. той командва войска на границата с Бохемия и трябва сам да се предаде. Попада отново в плен при Пречендорф. По-късно той става генерал-фелдмаршал-лейтенант в Брюн, 1769 г. получава полка „Гайзрюк“, който до 1775 г. носи името Геминген.
Райнхард фон Геминген-Хорнберг и брат му Еберхард Август (1717 – 1758) наследяват пре 1750 г. от баща си позицията генерален директор на три рицарски кантона. Наследник като директор на Рицарския кантон Оденвалд става Майнхардт Фридрих Франц Рюдт фон Коленберг (1720 – 1789).
През 1767 г. император Йозеф II му дава още две трети от Кохендорф. Той умира 1775 г. и е погребан в църквата на Некарцимерн.

## Фамилия
Райнхард се жени през 1743 г. за София Фридерика фом Щайн (1715 – 1776), леля на пруския държавник фрайхер Хайнрих Фридрих Карл фом и цум Щайн (1757 – 1831). Те имат девет деца, от които порастват само три:
- Райнхард (1744 – 1772), първо е бенедиктинец във Фулда, по-късно е кратко във войската, след това работи в бергбау
- Шарлота Луиза (1745 –1759)
- Франц Карл Фридрих (* 28 август 1747 в Маастрихт; † 31 март 1814 в Леренщайнсфелд), наследява баща си в Леен, женен I. през 1747 г. за София Юлиана Елеонора фон Хелмщат († 1783), II. през 1784 г. за наследничката Йохана Кристиана Луиза Доротея фон Геминген (* 1762), дъщеря на Ханс Вайпрехт фон Геминген (1723 – 1781)
- Франциска Доротея (1750 – 1781), неомъжена